# アデーレ・ブロッホ＝バウアーの肖像 I
『アデーレ・ブロッホ＝バウアーの肖像 I』（Portrait of Adele Bloch-Bauer I） は、グスタフ・クリムトによる絵画で、1907年に完成された。
報道によれば、2006年6月、当時としては史上最高値の156億円（1億3500万ドル）で、エスティ・ローダー社社長（当時）のロナルド・ローダーに売却され、同年7月からニューヨークのノイエ・ガレリエに展示されている。

## 絵画
クリムトはこの絵の完成に3年をかけた。大きさはおよそ138 × 138 cm 、キャンバスの上に油彩と金彩を施し、ユーゲント・シュティール様式の複雑で凝った装飾がなされている。
この絵はウィーンの銀行家で実業家のフェルディナント・ブロッホ＝バウアーの妻、アデーレをモデルに描いており、彼の注文により同地で描かれた。フェルディナントは製糖業で富を得た裕福な実業家であり、多くの芸術家のパトロンとなっていた。クリムトもその一人であり、1912年には『アデーレ・ブロッホ＝バウアーの肖像 II』を描いている。

## 来歴

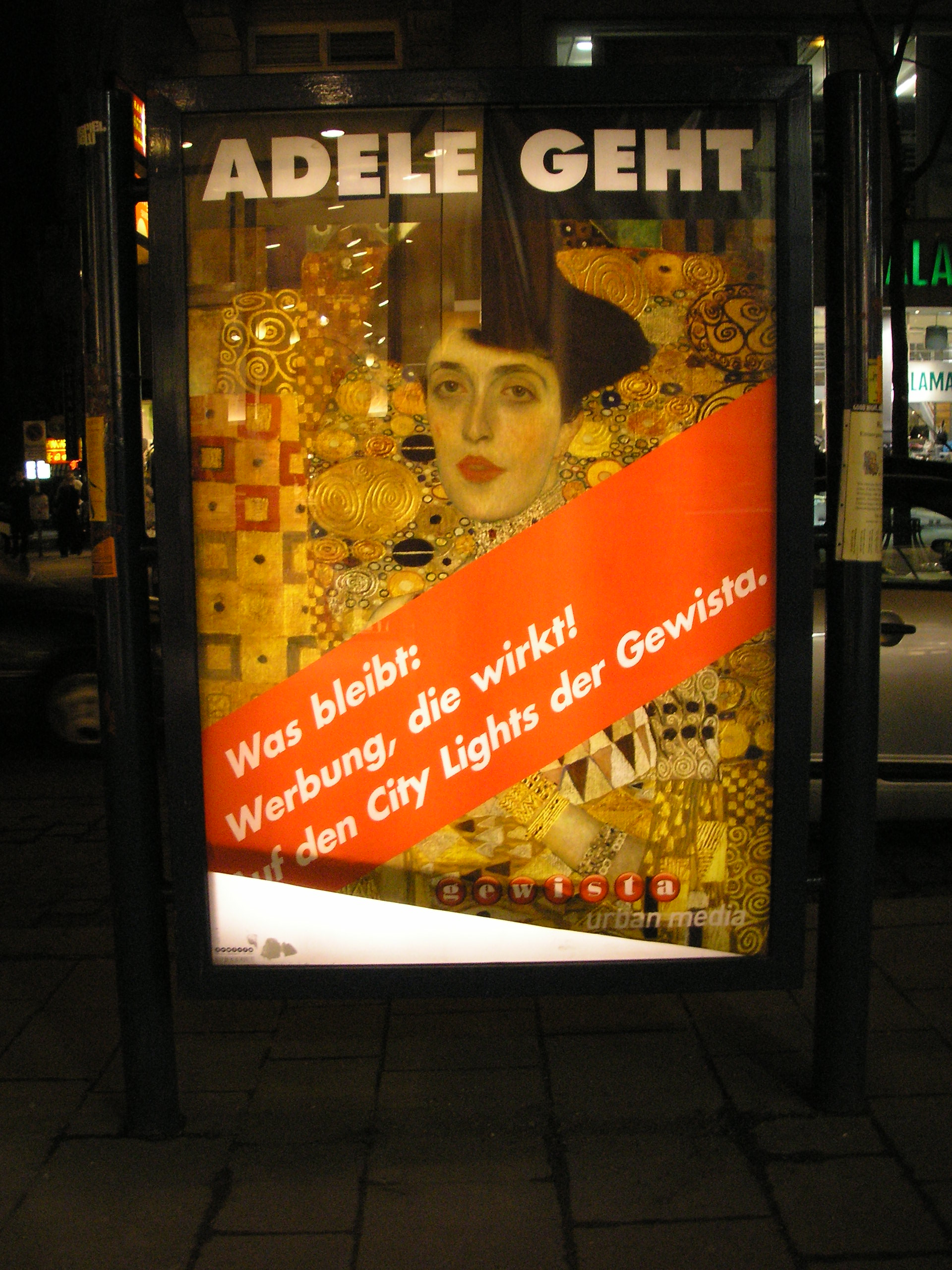
持ち主が変わったことを知らせる公式のポスター

アデーレは、クリムトの絵をオーストリア・ギャラリーに寄贈するよう遺言し、1925年に髄膜炎により死去した。1938年のナチスによるアンシュルスで、寡夫となったフェルディナントはスイスに亡命することとなったが、本作は彼の資産と共にナチスに没収されてしまった。
第二次世界大戦後の1945年に作品はフェルディナントの元に返還された。
フェルディナントは遺言で資産の相続人として甥や姪を指名した。その中に本作の相続を指名されたマリア・アルトマンがいた。アルトマンはアメリカに在住していたものの、クリムトの絵はオーストリアに残されたままになっており、絵が同国内にあるのは妻アデーレの遺言によるものだ、というのがオーストリア政府の見解であった。このことでアメリカとオーストリアの間で長らく法廷闘争が繰り広げられた（Republic of Austria v. Altmann）。結果、2006年にオーストリア法廷による仲裁裁判は、アルトマンにクリムトの絵5点（そのうちの1つが『アデーレ・ブロッホ＝バウアーの肖像 I』）の所有権を認めた。アメリカに送られたのち本作はロサンゼルスで展示されていたが、ロナルド・ローダーによって買収され、ノイエ・ガレリエに収集された。
ノイエ・ガレリエは、かつてナチスがユダヤ人から収奪した美術品を長い時間をかけて取り戻し、所蔵していた。ローダーは自身が駐オーストリア米国大使だったころからこの問題に取り組んでおり、「ユダヤ人損害賠償世界機構（World Jewish Restitution Organization）」の一員であり、クリントン政権時代にはナチスの略奪事件の査問委員会にも属していた。
ローダーは本作の獲得について「これは我々にとってのモナ・リザである」とコメントしている。
2006年6月、ノイエ・ガレリエは、クリムトの略奪された肖像画の5枚目である本作に対し、1億3500万ドルを代価として支払ったと報告している。『アデーレ・ブロッホ＝バウアーの肖像 II』は、同年11月にクリスティーズで約8800万ドルで落札されている。

## 映画
マリア・アルトマンの物語は、3編のドキュメンタリー映画の素材となった。
アルトマンの親族で映画製作者のテレンス・ターナーは、映画『アデーレの望み（Adele's Wish）』を2008年に公開した。『アデーレの望み』は、アルトマンや、彼女の弁護士E・ランドール・シェーンベルク（作曲家アルノルト・シェーンベルクの孫）、その他世界中の専門家へのインタビューで構成されている。
アルトマンの物語はまた、2007年のドキュメンタリー『盗まれたクリムト Stealing Klimt 』でも主要テーマとなった。この映画も、アルトマン、シェーンベルク、その他関係者へのインタビューで構成されている。
2006年にはドキュメンタリー『ヨーロッパへのレイプ（The Rape of Europa）』が特集され、第二次世界大戦中にナチスによって略奪された美術品の数々に焦点が当てられた。
2015年には本作の返還を題材にした映画『黄金のアデーレ 名画の帰還（Woman in Gold）』が制作された。